# Ивановская 2-я волость (Балашовский уезд)
Ива́новская 2-я волость — бывшая административно-территориальная единица Российской империи в составе Балашовского уезда Саратовской губернии.

## Состав на 1913 год
Население составило 8 609 человек. Волость включала 14 населённых пунктов, в том числе 4 села, 8 деревень, 2 поселка.
- село Ивановка — 2 221 человек
- село Ковалевка — 758 человека
- село Ново-Михайловка — 510 человек
- село Ново-Александровка — 514 человек
- деревня Устиновка — 762 человек
- деревня Постовка — 293 человека
- деревня Марьино - Колобовка — 318 человек
- деревня Николаевка — 1 080 человек
- деревня Борисовка — 432 человека
- деревня Юрьевка — 475 человек
- деревня Владимировка — 523 человек
- деревня Мысина — 275 человек
- поселок при ст. Святославка — 63 человек
- поселок Верхне Спасско - Алексеевский — 385 человек

## Примечание
- Список населенных мест Саратовской губернии. Балашовский уезд.